# Прудніков Радислав Вікторович
Радисла́в Ві́кторович Пру́дніков — солдат Збройних сил України, учасник російсько-української війни.

## З життєпису
Закінчив ПТУ, водій, проживає в місті Кам'янець-Подільський, одружений. Працює в підприємстві «Промтехнтранс», водій КрАЗа.

## Нагороди
За особисту мужність і героїзм, виявлені у захисті державного суверенітету та територіальної цілісності України, вірність військовій присязі, відзначений — нагороджений
- 27 червня 2015 року — орденом «За мужність» III ступеня.